# Sonning-Fonden
Sonning-Fonden er en dansk fond der årligt uddeler beløb til bygningsbevaring og musikformål. Derudover uddeler fonden hvert andet år Sonningprisen, der bliver betegnet som Danmarks største kulturpris. Fonden blev stiftet i 1949 efter testamentet fra Carl Johan Sonning.
Ved den årlige uddeling bliver der uddelt cirka 1.500.000 kroner, mens modtageren af Sonningprisen siden 2002 har fået et legat på én million kroner.
Fonden og tildelinger administreres af Københavns Universitet, og dets rektor er formand for fonden.

## Uddelinger

### 2015
I 2015 modtog fondens sekretariat 213 ansøgninger. Heraf blev 40 ansøgninger helt eller delvist efterkommet, og der blev samlet uddelt et beløb på 1.452.000 kr.
Modtagere
Bygningsrestaurering/istandsættelse:
7 ansøgninger - 700.000 kr. til fordeling
Musikformål:
25 ansøgninger - 552.000 kr. til fordeling
Andre almennyttige kulturelle formål end bygningsrestaurering og musikformål:
8 ansøgninger - 200.000 kr. til fordeling